# Augustus De Morgan

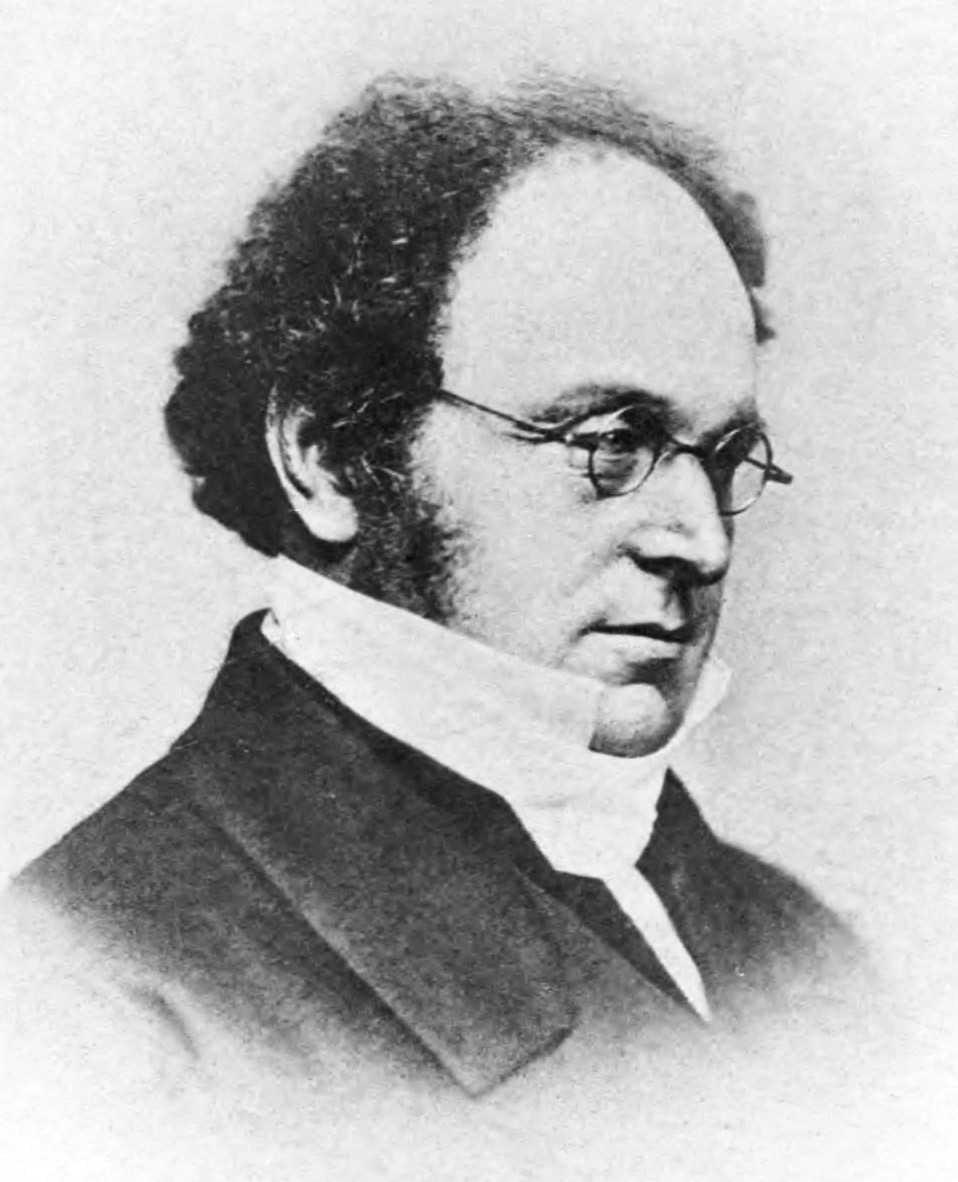
Augustus De Morgan

Augustus De Morgan (* 27. Juni 1806 in Madurai, Indien; † 18. März 1871 in London) war ein englischer Mathematiker. Er war Mitbegründer und erster Präsident der London Mathematical Society.

## Leben und Wirken
Augustus De Morgan wurde als Sohn eines in Indien stationierten Soldaten geboren, seine Familie kehrte aber bald nach England zurück. Er fiel in der Schule kaum auf, interessierte sich jedoch von jeher für merkwürdige Zahlenspiele. 1823 besuchte er das Trinity College in Cambridge, wurde dort unter anderem von George Peacock unterrichtet und schloss es als B.A. ab. Er kehrte 1826 nach London zurück und erhielt dort 1828 am neu gegründeten University College einen Lehrstuhl.
De Morgan war ein Freund von Charles Babbage. Auf dessen Anregung hin unterrichtete er Ada Lovelace in Mathematik, damit diese Babbages Entwürfe der Analytical Engine besser verstehen konnte. De Morgan verfasste zahlreiche mathematische Artikel wie Elements of Arithmetic (1830), Trigonometry and Double Algebra (1849), eine geometrische Deutung der komplexen Zahlen und Formal Logic (1847), eine seiner wichtigsten Arbeiten. 1838 verwendete er als erster den Begriff „mathematische Induktion“ innerhalb seiner Veröffentlichung Induction (Mathematics) in Penny Cyclopaedia, für die er insgesamt 712 Artikel schrieb. Darin wurde ebenfalls sein berühmtes Werk The Differential and Integral Calculus gedruckt. Am bekanntesten wurde er durch zwei nach ihm benannte Regeln, die De Morganschen Gesetze:
{\displaystyle {\overline {p\wedge q}}={\bar {p}}\vee {\bar {q}}}
{\displaystyle {\overline {p\vee q}}={\bar {p}}\wedge {\bar {q}}}
Diese besagen, dass jede Konjunktion durch eine Disjunktion ausgedrückt werden kann und umgekehrt. Sie wurden seither häufig bei mathematischen Beweisen und auch bei der Programmierung verwendet. De Morgan gilt heute gemeinsam mit George Boole als Begründer der formalen Logik.
George Boole veröffentlichte 1847 ein kleines Bändchen mit dem Namen Mathematical Analysis of Logic. Anlass, es auszuarbeiten und zu veröffentlichen, bildete der heftige Prioritätenstreit zwischen William Rowan Hamilton und De Morgan über die Quantifizierung von Prädikaten. 1854 erschien Booles zweites Hauptwerk zur Algebra: Laws of Thought. Dazu meinte De Morgan: „Dass die symbolischen Prozesse der Algebra, ursprünglich zum Zweck numerischer Rechnungen erfunden, fähig sein sollten, jeden Akt des Denkens auszudrücken und Grammatik und Wörterbuch eines allumfassenden Systems der Logik zu liefern, dies hätte niemand geglaubt, bevor es in »Laws of Thought« bewiesen wurde.“
De Morgan war von 1865 bis 1866 der erste Präsident der London Mathematical Society.

## Ehrungen
Nach ihm ist der Mondkrater De Morgan benannt.

## De Morgan und die Quantitative Linguistik/Quantitative Stilistik
De Morgan spielt auch für die Quantitative Linguistik und die Quantitative Stilistik eine Rolle, und zwar insofern, als er die Idee entwickelte, dass man das Problem der Identifizierung anonymer Autoren mit statistischen Mitteln lösen könne. So schlug er vor, das Problem der Autorschaft der Paulus-Briefe mit Hilfe von Wortlängenanalysen anzugehen, und vermutete, dass die durchschnittliche Wortlänge dazu aufschlussreich sein könne.

## Schriften (Auswahl)
Bücher
- The elements of arithmetic. John Taylor, London 1830 (Digitalisat).
  - 6. Auflage, Edward Stanford, London 1876 (Digitalisat).
- Remarks on elementary education in science. An introductory lecture, delivered at the opening of the classes of mathematics, physics, and chemistry, in the University of London, November 2, 1830. John Taylor, London 1830 (Digitalisat, Digitalisat).
- On the study and difficulties of mathematics (= Library of Useful Knowledge. The Study of Mathematics Teil 1). Baldwin & Cradock, London 1830 (Digitalisat).
- Examples of the processes of arithmetic and algebra. (= Library of Useful Knowledge. The Study of Mathematics Teil 2). Baldwin & Cradock, London 1831.
- Elementary illustrations of the differential and integral calculus. (= Library of Useful Knowledge. The Study of Mathematics Teil 3). Baldwin & Cradock, London 1832.
  - Library of Useful Knowledge. Mathematics. I. Baldwin & Cradock, London 1836 (Digitalisat).
- Elements of spherical trigonometry (= Library of Useful Knowledge Nr. 167). Baldwin & Cradock, London 1834 (Digitalisat).
- The Elements of Algebra Preliminary to the Differential Calculus. London 1835
- The Connexion of Number and Magnitude: An Attempt to Explain the Fifth Book of Euclid. London 1836
- Elements of Trigonometryand Trigonometrical Analysis, Preliminary to the Differential Calculus. London 1837
- An Essay on Probabilities, and on Their Application to Life Contingencies and Insurance Offices. London 1838
- First Notions of Logic, Preparatory to the Study of Geometry. London 1839
- Arithmetical Books From the Invention of Printing to the Present Time. Being Brief Notices of a Large Number of Works Drawn up From Actual Inspection. London 1847
  - Reprint London 1967 (mit Biografie von A. R. Hall)
- The Differential and Integral Calculus. London 1842
- Formal Logic: or The Calculus of Inference, Necessary and Probable. London 1847
- Trigonometry and Double Algebra. London 1849
- The Book of Almanacs With an Index of Reference, by Which the Almanac May Be Found for Every Year … up to A.D. 2000. With Means of Finding the Day of Any New or Full Moon From B.C. 2000 to A.D. 2000. London 1851
- Syllabus of a Proposed System of Logic. London 1860
- A Budget of Paradoxes. London 1872

Zeitschriftenbeiträge
- On the Syllogism, No. III and on Logic in general. In: Transactions of the Cambridge Philosophical Society. Band 10, 1858, S. 173–320 (Digitalisat) – Erste Formulierung der „de Morganschen Regeln“ auf S. 208.